# Юскинское (сельское поселение)
Юскинское — упразднённое муниципальное образование со статусом сельского поселения в Кезском районе Удмуртии Российской Федерации.
Административный центр — село Юски.
Законом Удмуртской Республики от 26 апреля 2021 года № 29-РЗ к 9 мая 2021 года упразднено в связи с преобразованием муниципального района в муниципальный округ.

## История
Статус и границы сельского поселения установлены Законом Удмуртской Республики от 19 ноября 2004 года № 66-РЗ «Об установлении границ муниципальных образований и наделении соответствующим статусом муниципальных образований на территории Кезского района Удмуртской Республики».

## Население
| 2010 | 2012 | 2013 | 2014 | 2015 | 2016 | 2017 |
| ---- | ---- | ---- | ---- | ---- | ---- | ---- |
| 619  | ↘599 | ↘584 | ↘580 | ↘559 | ↘545 | ↘535 |
| 2018 | 2019 | 2020 |      |      |      |      |
| ↘526 | ↘515 | ↘493 |      |      |      |      |

## Состав сельского поселения
| №  | Населённый пункт | Тип населённого пункта       | Население |
| -- | ---------------- | ---------------------------- | --------- |
| 1  | Акчашур          | деревня                      | ↗1        |
| 2  | Березники        | деревня                      | ↗15       |
| 3  | Гонка            | деревня                      | ↘36       |
| 4  | Ефремово         | деревня                      | ↘8        |
| 5  | Зючлуд           | деревня                      | ↘23       |
| 6  | Кваляшур         | деревня                      | →0        |
| 7  | Костым           | деревня                      | →0        |
| 8  | Подшур           | деревня                      | →0        |
| 9  | Филинцы          | деревня                      | →75       |
| 10 | Чурино           | деревня                      | ↘56       |
| 11 | Шуралуд          | деревня                      | ↘7        |
| 12 | Юски             | село, административный центр | ↘292      |
| 13 | Ю-Чабья          | деревня                      | ↘86       |